# Kulturministerens Parasportspris
Kulturministerens Parasportspris (indtil 2017 Kulturministerens Handicapidrætspris) er en årlig idrætspris, der siden januar 2010 er blevet tildelt af Kulturministeren til personer eller organisationer indenfor paraidrætten i Danmark.

## Formål
Formålet med prisen vil være at sætte fokus på personer eller organisationer, som gør en særlig indsats for at fremme eller udvikle handicapidrætten og/eller handicapidrættens forhold.

## Vindere
- 2009 – John Petersson[1]
- 2010 – Paradressurholdet[3]
- 2011 – Farum-Holte Volleyball[4]
- 2012 – Jackie Christiansen[5]
- 2013 – Peter Rosenmeier[6]
- 2014 – Daniel Wagner Jørgensen[7]
- 2015 – Team Tvilling[8]
- 2016 – Stinna Tange Kaastrup[9]
- 2017 – Connie Hansen og Mansoor Siddiqi[10]
- 2018 – Anders Berenth[11]
- 2019 – Lars Larsen[12]
- 2020 – Rising Stars[13]
- 2021 – Lisa Kjær Gjessing[14]
- 2022 – Tobias Thorning Jørgensen
- 2023 – Emma Lund
- 2024 – Alexander Hillhouse